# Andreas Tölzer
Andreas Tölzer, né le 27 janvier 1980 à Bonn, est un judoka allemand évoluant dans la catégorie des plus de 100 kg (catégorie de poids la plus lourde du judo).
Sacré champion d'Europe chez les juniors en 1998, il se révèle chez les seniors en prenant une septième place aux championnats du monde 2001 de Munich. Il obtient son premier podium majeur en décrochant le bronze lors des championnats d'Europe en 2003 avant de participer à ses premiers Jeux olympiques à Athènes en 2004. Lors de la compétition, il chute d'entrée face au Japonais et futur champion olympique Keiji Suzuki. Dans le tableau de repêchages, il enchaîne deux victoires avant de céder définitivement lors du troisième tour pour obtenir la septième place de la compétition.
En 2006, il obtient la médaille d'or lors des championnats d'Europe, avant de décrocher la médaille de bronze l'année suivante.

## Palmarès

### Jeux olympiques
- Jeux olympiques de 2004 à Athènes ( Grèce) :
  - 7e place finale dans la catégorie des +100 kg (éliminé au 1er tour du tableau principal, battu au 3e tour des repêchages).
- Jeux olympiques de 2008 à Pékin ( Chine) :
  - 9e place finale dans la catégorie des +100 kg (éliminé au 1er tour du tableau principal, battu au 2e tour des repêchages).
- Jeux olympiques de 2012 à Londres ( Royaume-Uni) :
  -  3e place finale dans la catégorie des +100 kg (éliminé en demi-finale face à Alexander Mikhaylin)

### Championnats du monde
- Championnats du monde 2001 à Munich ( Allemagne) :
  - 7e place dans la catégorie des +100 kg (poids lourds).
- Championnats du monde 2010 à Tokyo ( Japon) :
  -  Vice-champion du monde dans la catégorie des +100 kg (poids lourds).
- Championnats du monde 2011 à Paris ( France) :
  -  Vice-champion du monde dans la catégorie des +100 kg (poids lourds).
- Championnats du monde 2013 à Rio de Janeiro ( Brésil) :
  -  Médaille de bronze dans la catégorie des +100 kg (poids lourds).

### Championnats d'Europe
| Catégorie / Année      | 2003 | 2004 | 2006 | 2007 | 2010 |
| ---------------------- | ---- | ---- | ---- | ---- | ---- |
| +100 kg (poids lourds) | -    | 5e   | 1er  | 3e   | 3e   |
| toutes catégories      | 3e   | -    | -    | -    | -    |

### Divers
Juniors :
- Champion d'Europe junior en 1998 à Bucarest.
- Vice-champion d'Europe junior en 1999 à Rome.